# Phyllanthus indofischeri
Phyllanthus indofischeri är en emblikaväxtart som beskrevs av Sigamony Stephen Richard Bennet. Phyllanthus indofischeri ingår i släktet Phyllanthus och familjen emblikaväxter. Inga underarter finns listade i Catalogue of Life.